# Jean-Nicolas Houchard
Jean-Nicolas Houchard (24. ledna 1738 Forbach Lotrinsko – 17. listopadu 1793 Paříž) byl francouzský generál francouzské revoluce a francouzských revolučních válek.

## Životopis
Jean Houchard se zúčastnil sedmileté války jako prostý občan kavalérie francouzské armády. Po vypuknutí Velké francouzské revoluce se stal kapitánem bourbonského dragounského pluku na Korsice, kde se zúčastnil bitvy u Ponte Novo, při bitvě byl raněn do tváře šavlí a střelnou zbraní do úst, tato zranění zanechala trvalé znetvoření obličeje. V roce 1792 se stal plukovníkem regimentu Chasseurs à cheval (lovci na koních). V této pozici se vyznamenal pod vedením Adama-Philippe de Custine, takže v roce 1793 mu bylo svěřeno nejvyšší velení armády Rýn a poté místo něj Severní armáda.

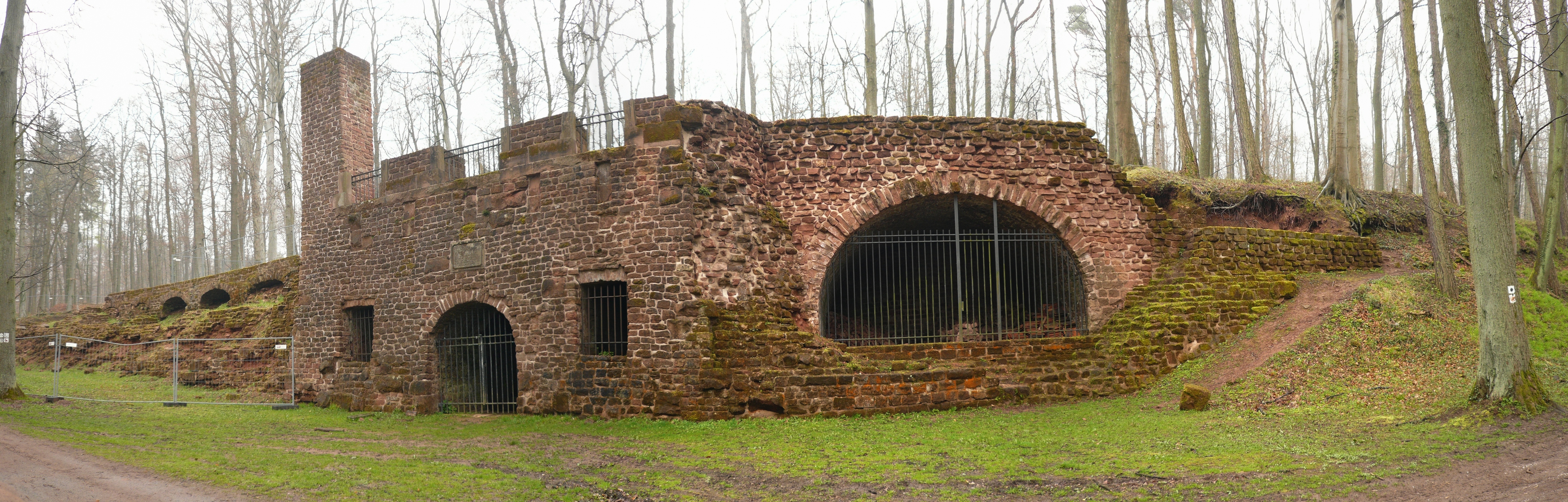
Oranžerie na Karlsbergu poblíž Homburgu, zničená Houchardem v roce 1793

V září 1793 se z pozice u měst Steenvoorde a Bailleul vrhl na armádu polního maršála Wilhelma von Freytaga, která byla v bitvě u Hondschoote poražena, zbytek poražené armády se dal na ústup. Výsledkem bitvy bylo, že Bedřich August vévoda z Yorku musel zrušit obléhání Dunkerku, který bránil Lazar Hoche, a spojenecký plán napadnout samotnou Francii byl následně zmařen.
Ve 13. září Houchard porazil Holanďany v bitvě u Menenu, ale 15. září utrpěl u města Kotrijnk porážku od rakouské armády. Byl proto na příkaz Národního shromáždění zatčen a Revolučním tribunálem odsouzen k smrti jako zrádce vlasti. V listopadu 1793 byl popraven v Paříži gilotinou.

## Pocty
Jeho jméno je uvedeno na 3. pilíři Vítězného oblouku v Paříži.

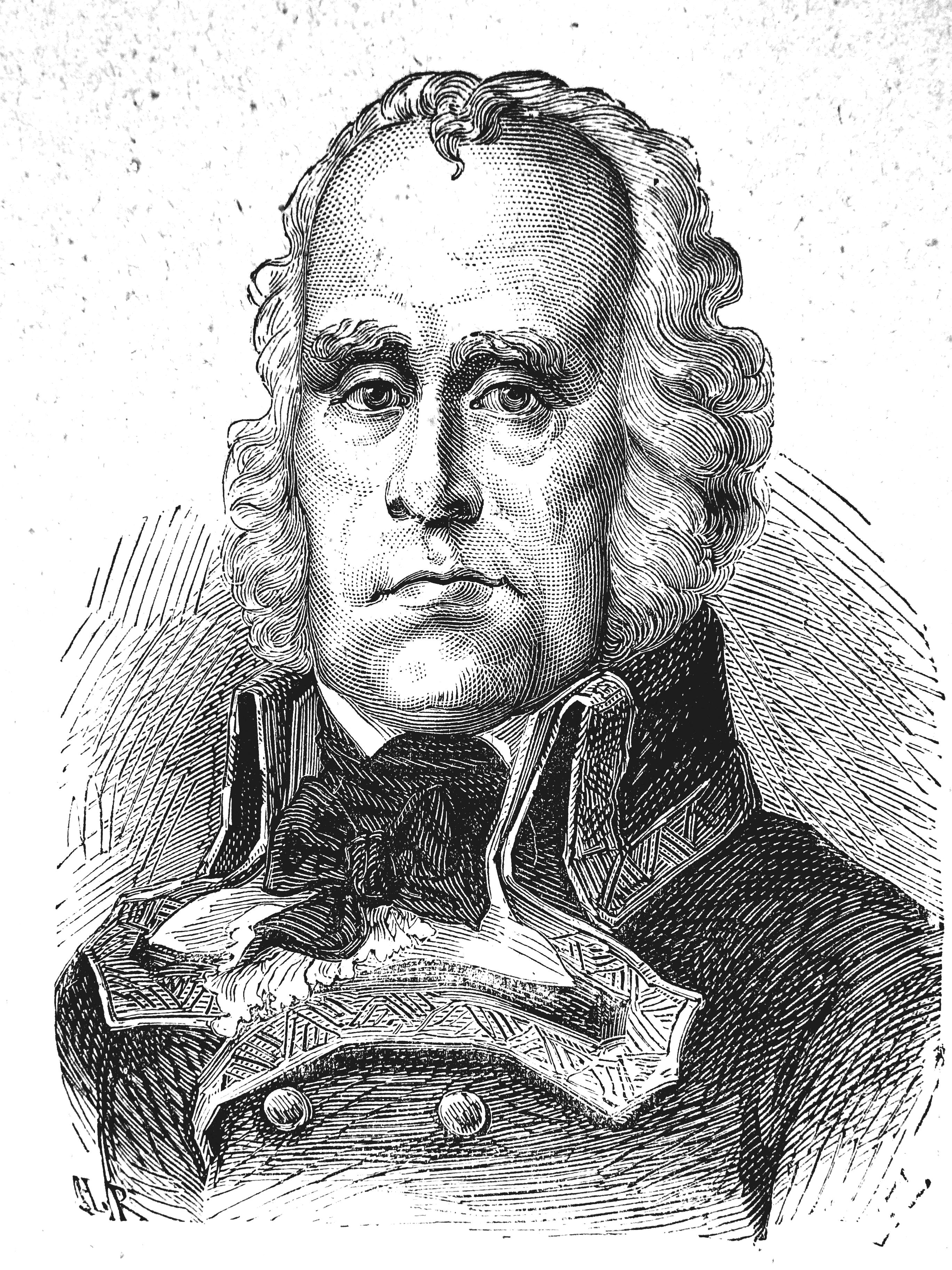